# Kelamfua Mokala
Kelamfua Mokala è una circoscrizione mista (mixed ward) della Tanzania situata nel distretto di Rombo, regione del Kilimangiaro. Conta una popolazione di 13 302 abitanti (censimento 2012).